# Sphaeralcea palmeri
Sphaeralcea palmeri là một loài thực vật có hoa trong họ Cẩm quỳ. Loài này được (S. Watson) Jeps. miêu tả khoa học đầu tiên năm 1925.